# Arte della Seta
(R. Davidsohn, Storia di Firenze)
L'Arte della Seta, o Arte di Por Santa Maria, è stata una delle sette Arti Maggiori delle corporazioni di arti e mestieri di Firenze.

## Storia

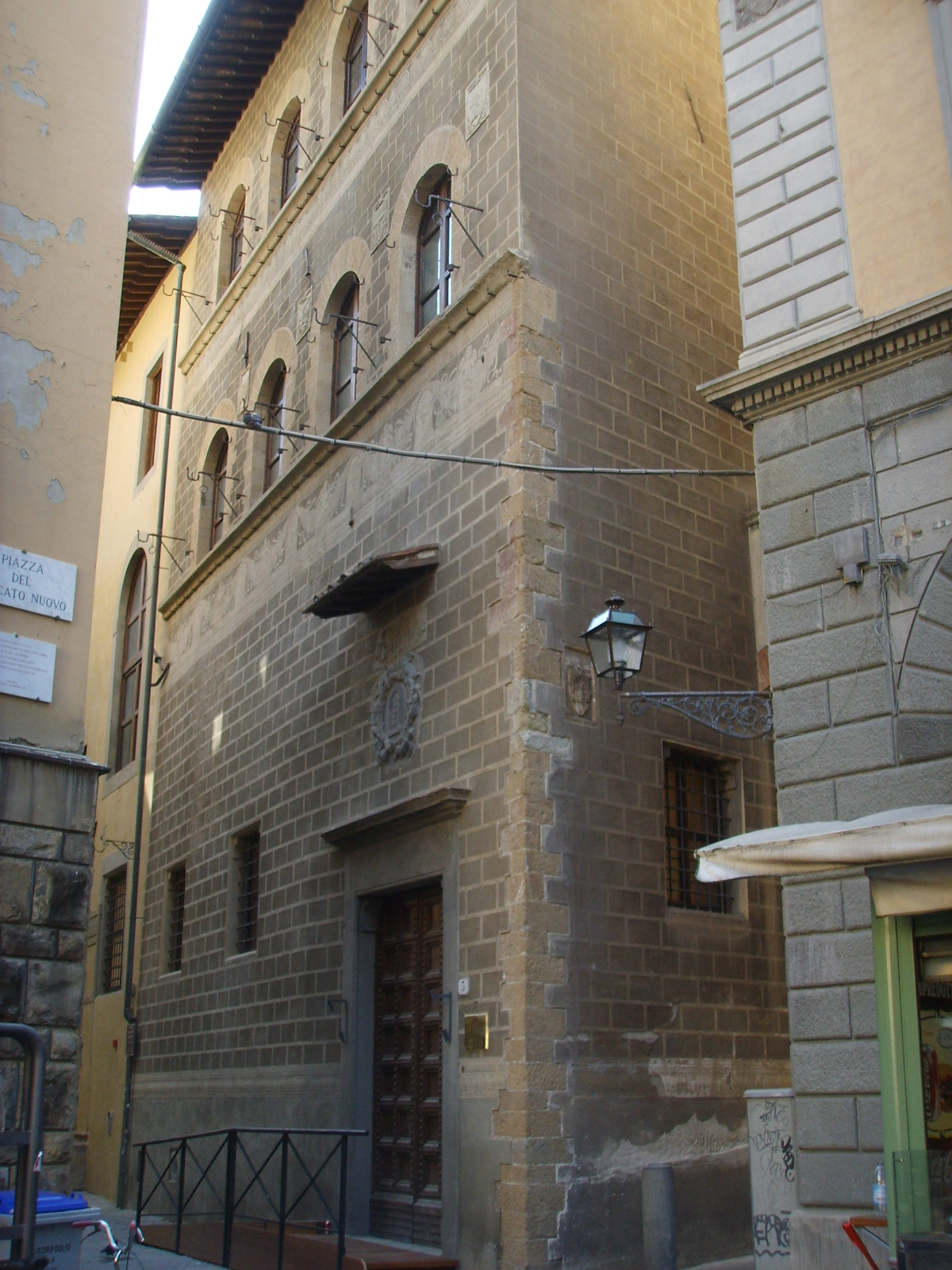
Il palazzo dell'Arte della Seta

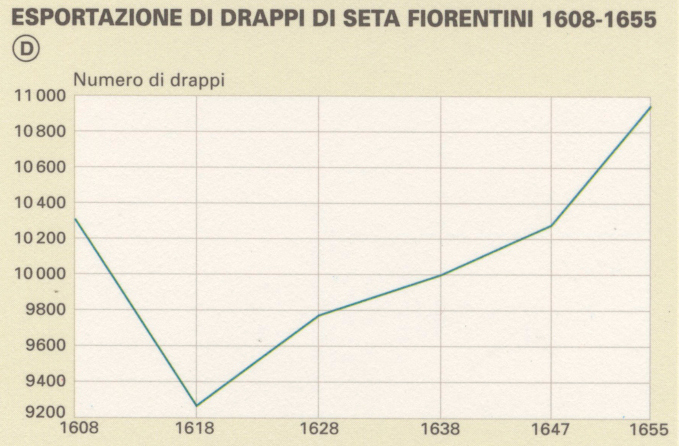
Esportazione di drappi di seta fiorentini dal 1608 al 1655

La corporazione nacque agli inizi del Duecento come aggregazione di vari piccoli mercanti e artigiani operanti tra via Por Santa Maria, via Porta Rossa e la piazza del Mercato Nuovo, un po' come avevano fatto qualche decennio prima i commercianti di Calimala. Vi facevano originariamente parte alcuni orafi e venditori più modesti: di pannilini (ritagli di stoffa), di cappelli di feltro, di fil di ferro, di trecce posticce, di piume per acconciature, di specchi, di pettini e di altre cianfrusaglie.
Un primo nome con cui la si trova citata è quello di "Corporazione dei Baldrigai", ossia dei ritagliatori di panni, i cui membri si riunivano in una bottega presa in affitto in via Por Santa Maria.
I setaioli fiorentini, nati come gruppo di esuli lucchesi in fuga dal sacco perpetrato da Uguccione della Faggiola e riunitisi in una propria corporazione già dal 1248, furono in realtà tra gli ultimi ad associarsi all'Arte di Por Santa Maria nel corso del Trecento e, grazie al grande sviluppo della produzione e del commercio di questi tessuti, riuscirono ben presto a prendere il sopravvento sugli altri iscritti, per cui nel Quattrocento, l'associazione assunse definitivamente il nome di "Arte della Seta". 
Nel 1336, l'Arte decise di acquistare una casa dove stabilire una sede fissa per le riunioni e nel 1377 venne ordinata la costruzione di un nuovo palazzo, ancora esistente in via di Capaccio, presso il palagio di Parte Guelfa.
Dopo secoli di splendore, anche quest'Arte si avviò ad un lento declino e venne soppressa nel 1770 per ordine del granduca Pietro Leopoldo d'Asburgo-Lorena.

## Organizzazione interna

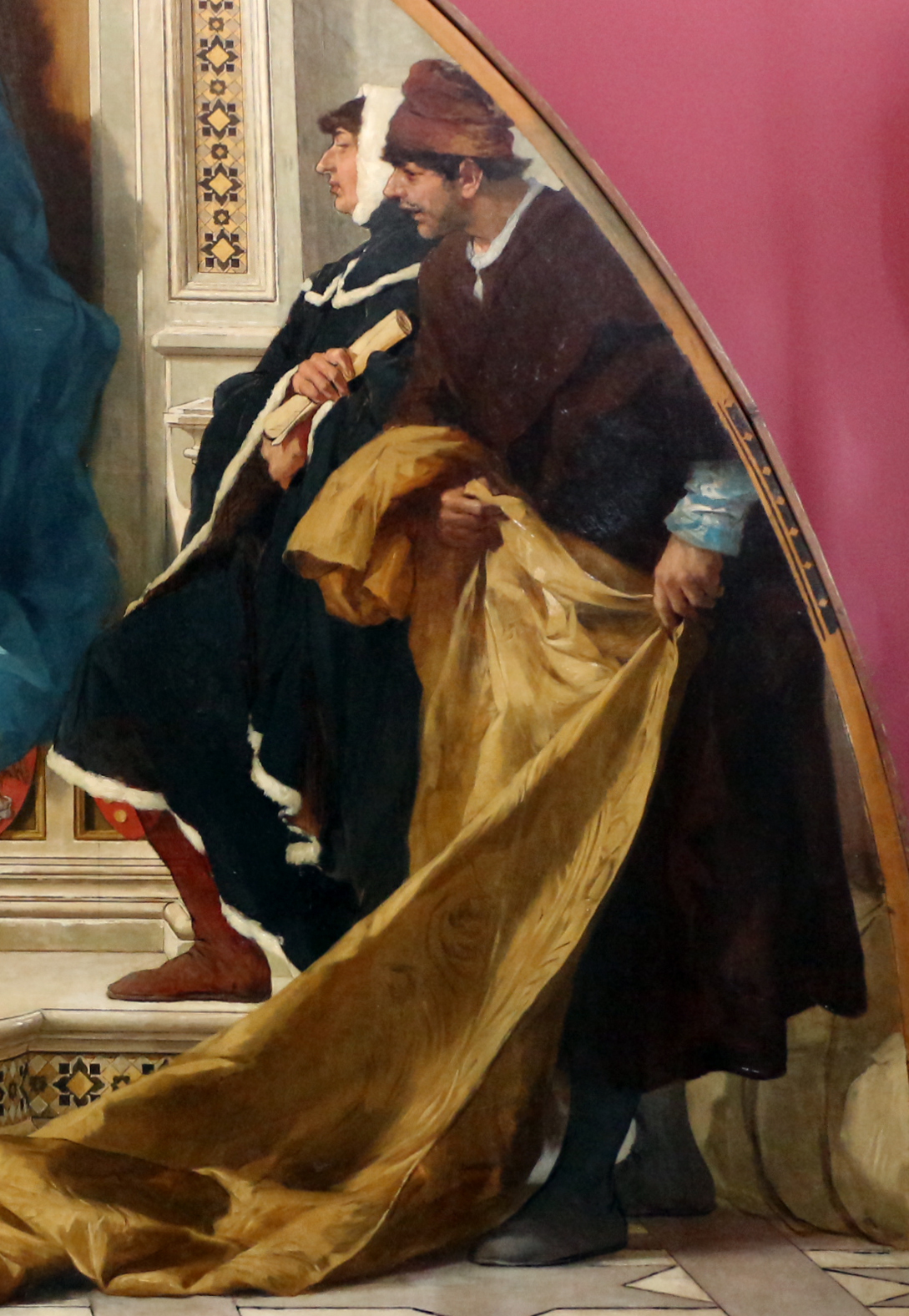
Un setaiolo nel cartone per il mosaico della lunetta destra della facciata di Santa Maria del Fiore, di Nicolò Barabino

Questa corporazione riunì diverse categorie di commercianti ed artigiani, le cui botteghe erano prevalentemente ubicate tra via Por Santa Maria, via Porta Rossa, via Calimala e la distrutta chiesa di Santa Cecilia, presso piazza della Signoria.
Come avveniva per i sottoposti all'Arte della Lana, anche coloro che lavoravano in questo settore dovevano rispettare le rigide norme previste dallo statuto; erano vietati, ad esempio, la vendita ambulante dei tessuti ed il lavoro notturno, per evitare che i lumi ad olio e le candele accese provocassero quegli incendi che ogni tanto distruggevano quartieri interi della città.
Un altro divieto assoluto imposto ai soci, in cambio di privative, fu per molto tempo quello di andare ad esercitare la propria attività al di fuori di Firenze, a meno di non aver ricevuto una previa autorizzazione dell'Arte; allo stesso modo i tintori fiorentini difesero i segreti relativi al loro mestiere per decenni, tramandandoseli di padre in figlio, finché nel Quattrocento venne redatto il celebre manoscritto oggi conservato presso la Biblioteca Medicea Laurenziana, conosciuto come Trattato dell'Arte della Seta a Firenze, che descriveva tutte le varie fasi di lavorazione, così come venivano spiegate agli apprendisti nelle botteghe.
La corporazione era retta da sei consoli, un camarlingo, con funzioni di tesoriere, e due notai; in un primo momento i consoli furono eletti dagli iscritti, ma in seguito il loro nome venne estratto a sorte, restando in carica per quattro mesi; la nomina non poteva essere rifiutata e non era retribuita, ma alla fine del mandato i consoli ricevevano una ricompensa in natura, in segno di riconoscenza per il servizio prestato all'Arte.
La corporazione si dotò anche di una compagnia armata, capeggiata da un Gonfaloniere ed un Capitano, assistiti da consiglieri e distringitori, coloro che nelle milizie erano addetti a serrare le file degli armati.

### I setaioli

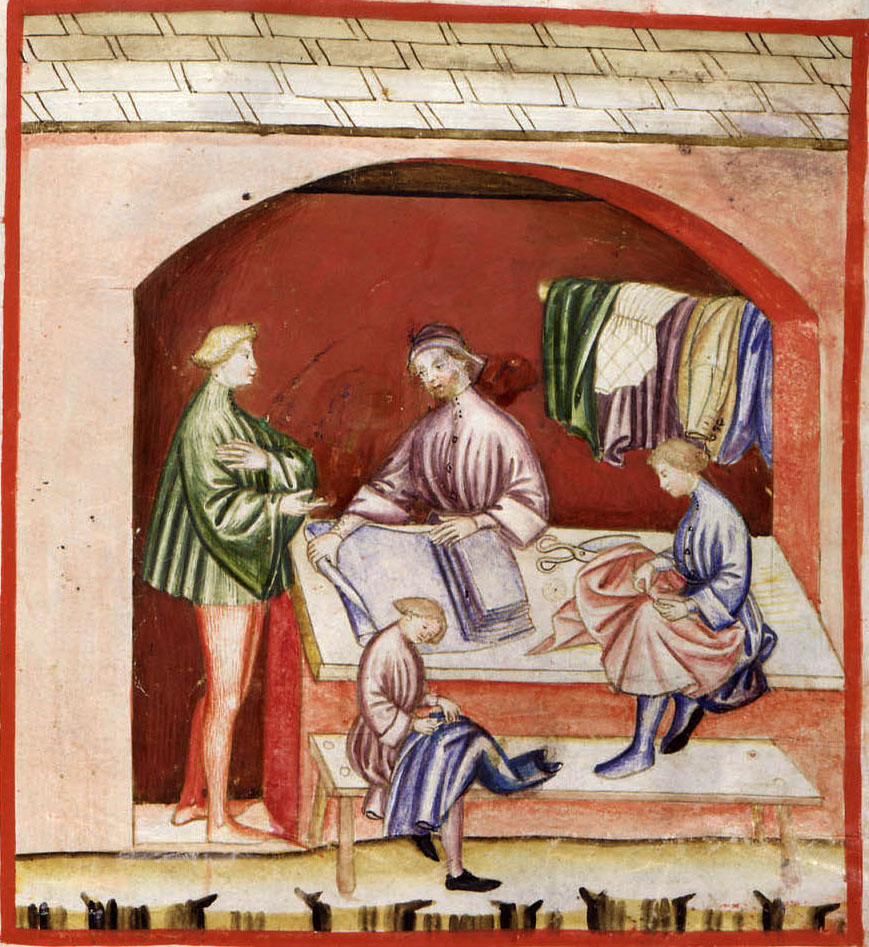
La bottega della seta

I setaioli fiorentini erano sia commercianti che tessitori; la produzione della seta in città registrò un incremento significativo a partire dal 1314, anno in cui Lucca, che fino a quel momento deteneva il primato in questo settore, venne conquistata e saccheggiata da Uguccione della Faggiola, signore di Pisa. Molti setaioli lucchesi, per sfuggire alla rovina economica decisero perciò di trasferirsi a Firenze, apportando anche tutto il loro bagaglio di conoscenze; la produzione si fece così più variegata e gli splendidi tessuti confezionati divennero sempre più richiesti.
Vennero così avviate delle colture locali di bachi da seta, che fino alla fine del Trecento non erano praticate in Toscana; ma la vera e propria "industria della seta" fiorentina raggiunse i massimi livelli nel Quattrocento, quando comparvero le stoffe damascate e i broccati intessuti con fili d'oro e d'argento, che divennero rapidamente famosi ed esportati in tutta Europa.
Si trattava certamente di merci di lusso, destinate ad una clientela raffinata ed esigente, molto attenta alle tendenze della moda dell'epoca; la corporazione offriva però la garanzia di commercializzare un prodotto perfetto, realizzato secondo criteri scrupolosi e da operai altamente specializzati.
Alcune fasi della lavorazione erano quasi esclusivamente affidate alle donne che filavano, tessevano e ricamavano; il modo di dire "a occhio e croce", in uso ancora oggi, proviene proprio dal linguaggio legato alle lavoranti dell'Arte della Seta, che nel caso di rottura di uno dei fili della trama durante la tessitura, dovevano fermare il telaio e rappezzarlo "ad occhio", ripassando più volte su e giù con l'ago ed il filo "a croce" sull'ordito.

### I cuffiai
I cuffiai si associarono all'Arte di Por Santa Maria nel 1255, quando uno di loro risulta essere stato eletto nel consiglio comunale fiorentino.
La cuffia era un copricapo molto usato nel Medioevo sia di giorno che di notte, per evitare i malanni, tenere in ordine i capelli e proteggersi dai pidocchi; poteva essere di lino, lana o seta e si portava allacciata sotto il mento con un nastrino.
La categoria dei cuffiai fu abbastanza inquieta dal punto di vista corporativo: agli inizi del Trecento lasciarono l'Arte di Por Santa Maria per aderire a quella dei Merciai, a sua volta legata all'Arte dei Medici e Speziali, poi nel 1316 si unirono ai fibbiai e infine nel 1321 decisero di costituire un'associazione autonoma che non ebbe però alcuna influenza a livello politico.

### I cappellai

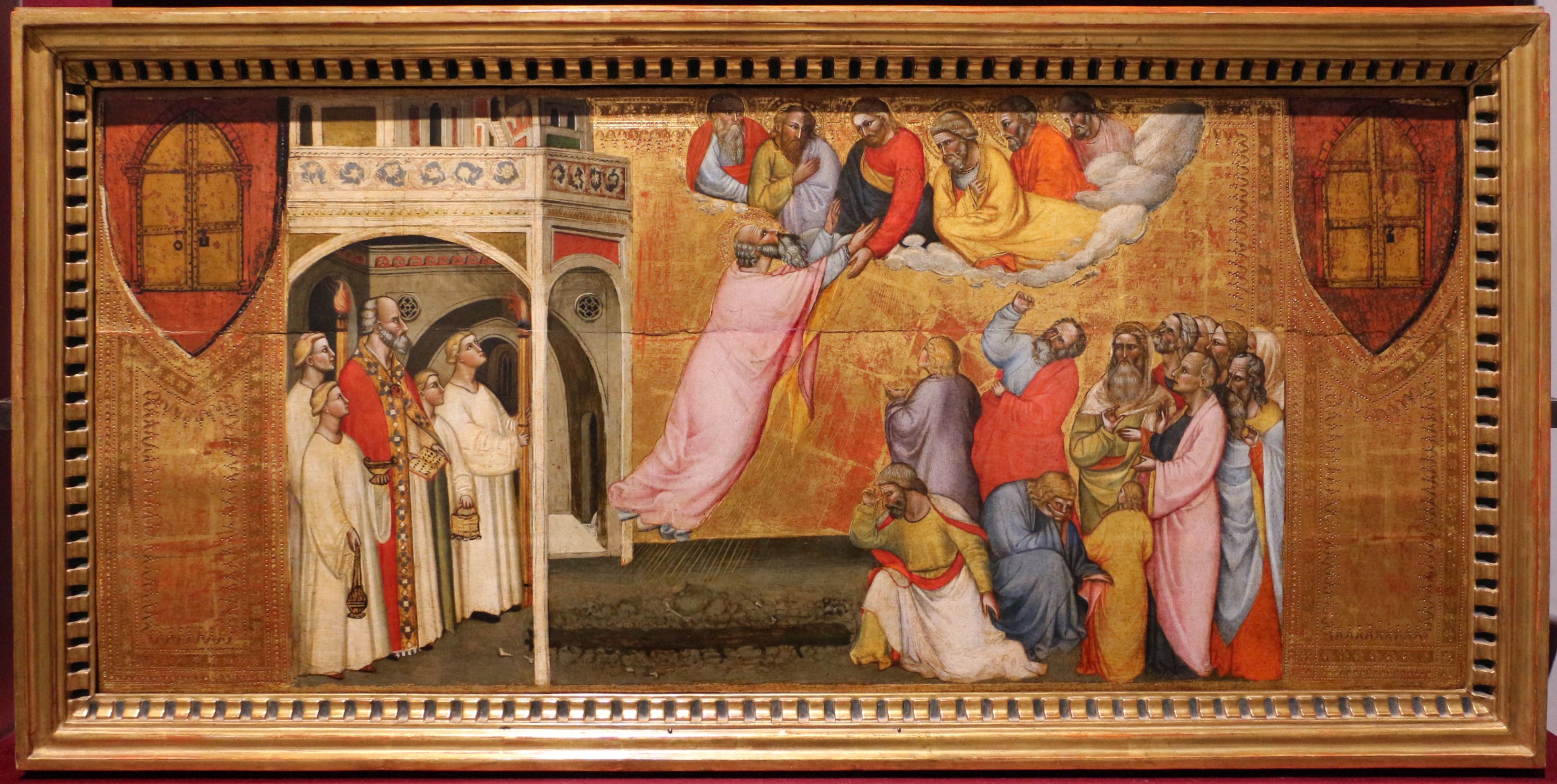
Giovanni del Biondo, Ascensione di san Giovanni evangelista, con gli stemmi dell'Arte, 1375 circa, da Orsanmichele (Galleria dell'Accademia)

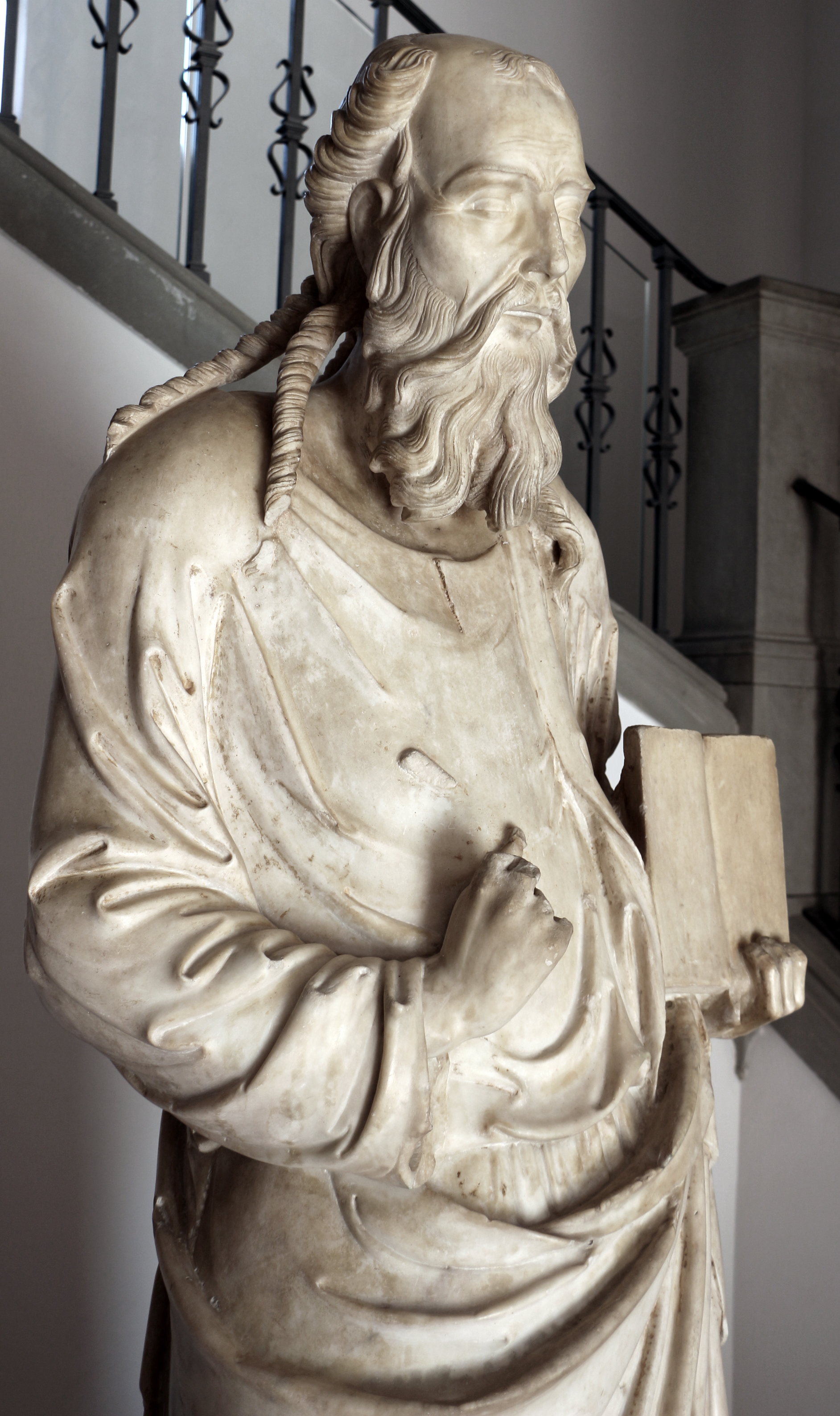
La prima statua di San Giovanni evangelista dalla nicchia dell'Arte in Orsanmichele, attr. a Simone di Francesco Talenti (1377) e oggi nello spedale degli Innocenti

Le botteghe dei cappellai erano concentrate nell'odierno lungarno Acciaioli; la loro attività doveva necessariamente seguire le tendenze della moda dell'epoca, così i modelli confezionati variavano molto nelle forme e nei materiali impiegati: a strisce, con guarnizioni in pelliccia, oppure in semplice panno colorato o arricciato.

### I farsettai
I farsettai erano dei sarti specializzati nella confezione dei farsetti, dei corpetti smanicati e leggermente imbottiti, che costituivano il capo indispensabile del guardaroba maschile tra Trecento e Quattrocento; le maniche, secondo l'uso dell'epoca erano cucite a parte e si legavano ai farsetti con dei nastri o dei legacci.
Dopo il tumulto dei Ciompi i farsettai coi sarti si costituirono in una propria arte minore, e in seguito nel Quattrocento si associarono all'Arte dei Linaioli e Rigattieri.

### I calzaioli
I calzaioli, diversamente da quello che la parola potrebbe suggerire, non fabbricavano le scarpe anche perché le calzature medievali erano sostanzialmente diverse da quelle che siamo abituati a portare oggi: di quello si occupavano i calzolai, che si riunivano in una loro Arte Minore.
I calzaioli producevano piuttosto di calze suolate, lunghe fino all'inguine e da attaccare al farsetto con dei laccetti, confezionate in tessuto o lana leggera e con la suola di cuoio cucita appunto sulla pianta del piede.

### I berrettai e i materassai
Le botteghe dei berrettai si concentravano invece nella zona intorno alla chiesa di San Michele Visdomini che sorgeva nei pressi del Duomo, fino al 1296 la chiesa di Santa Reparata. Anche i materassai furono membri della corporazione, artigiani esperti nell'imbottitura delle materasse dei letti, riempite con fiocchi di lana in inverno e vegetale in estate.

### Gli orefici
Anche le botteghe degli orafi erano molto diffuse a Firenze, concentrate nella zona tra il Ponte Vecchio ed il Mercato Nuovo, dove ancora oggi ne esistono molte.
Le botteghe avevano degli sporti laterali in legno, dalla caratteristica forma a T e all'interno i maestri orefici lavoravano su dei banchi muniti di morse, incudini, bulini, ceselli, lime, martelli, pinze di varie misure e bilance per pesare i metalli preziosi.
Alle pareti c'erano le fornaci con tutti gli attrezzi necessari per alimentare il fuoco e colare l'oro e l'argento in lingotti o verghe, le filiere per ridurre i metalli colati in fili sottili e un ceppo su cui si martellavano le piastre. Per gli stampi venivano normalmente usati degli ossi di seppia.
La produzione consisteva soprattutto nella fabbricazione di anelli, bracciali, collane, fermagli e reticelle impreziosite da pietre preziose o perle, che le donne usavano per raccogliere i capelli, ma un altro settore importante era quello del vasellame (scodelle, boccali, saliere e bacinelle) e degli arredi sacri (candelabri, croci, ampolle e reliquiari).
Gli orafi si associarono alla corporazione nel 1322 e scelsero sant'Eligio come loro protettore, la cui confraternita faceva capo alla chiesa di Santa Cecilia presso piazza della Signoria.

## Membri celebri
Tra gli immatricolati all'Arte si ricorda Dino Compagni, iscrittosi nel 1280. Tra le famiglie che maggior fortuna fecero nell'Arte della Seta ci furono i Rucellai (che ebbero il loro nome dalla scoperta delle capacità tintori dell'oricello), i Velluti (il cui nome richiamava il tessuto morbido e carezzevole che producevano nei loro opifici) e i Vespucci.

## Patronati
L'Arte di Por Santa Maria fu una tra le più prodighe nell'assistenza ai propri iscritti e nelle opere di beneficenza; ogni anno infatti, una parte delle quote versate dai soci erano devolute ai poveri, alle partorienti ed ai malati.
Un setaiolo, Simone di Piero Vespucci, fondò l'ospedale di Santa Maria dell'Umiltà per assistere i malati del suo quartiere, istituto che è arrivato ai giorni nostri, pur in una diversa sede, come ospedale di Torregalli. Per le partorienti e i bambini inoltre l'Arte aveva sponsorizzato l'ospedale di Santa Maria della Scala. 
Si deve alla corporazione anche la costruzione dello spedale degli Innocenti, realizzato da Filippo Brunelleschi ed inaugurato solennemente nel 1444, alla presenza di tutte le massime personalità del Comune; sotto il loggiato, sulla sinistra, è ancora visibile la ruota girevole su cui venivano deposti i bambini abbandonati dai genitori e che crescevano in questa struttura che funzionava oltre che da orfanotrofio, anche come ricovero per le ragazze madri.
L'Arte protesse anche lo spedale di Sant'Antonio a Lastra a Signa.
L'Arte di Por Santa Maria scelse san Giovanni Evangelista come patrono. Si tratta di una scelta fatta all'epoca in cui gli orefici dominavano la corporazione, poiché Giovanni aveva rimproverato il filosofo greco Craton di aver distrutto delle gioie, in segno di disprezzo della ricchezza, anziché venderli a vantaggio dei poveri. Una prima statua in marmo del protettore, di autore vicino all'Orcagna, forse Simone di Francesco Talenti, si trova oggi al museo dello Spedale degli Innocenti, sostituita nel 1515 all'interno della nicchia della chiesa di Orsanmichele da un'opera in bronzo di Baccio da Montelupo. Anche all'interno della chiesa l'Arte decorò un pilastro col suo protettore, inizialmente con una tavola di Giovanni del Biondo (oggi alla Galleria dell'Accademia), poi con un affresco riferibile a Niccolò Gerini.